# Svätý Anton
Svätý Anton és un poble i municipi d'Eslovàquia que es troba a la regió de Banská Bystrica.

## Història
La primera menció escrita de la vila es remunta al 1266.

## Demografia
| Godina             | 1994 | 2004   | 2014   | 2024   |
| ------------------ | ---- | ------ | ------ | ------ |
| Nombre de persones | 1126 | 1187   | 1218   | 1284   |
| Diferència         |      | +5,41% | +2,61% | +5,41% |

| Godina             | 2023 | 2024 |
| ------------------ | ---- | ---- |
| Nombre de persones | 1284 | 1284 |
| Diferència         |      | +0%  |